# Coleophora schmidti
Coleophora schmidti é uma espécie de mariposa do gênero Coleophora pertencente à família Coleophoridae.